# Climacia antillana
Climacia antillana is een insect uit de familie sponsvliegen (Sisyridae), die tot de orde netvleugeligen (Neuroptera) behoort. 
Climacia antillana is voor het eerst wetenschappelijk beschreven door Alayo in 1968.